# Pierre Morel
Pierre Morel (Franciaország; 1964. május 12. –) francia filmrendező, operatőr.

## Életpályája
A pályafutása elején kameramanként és operatőrként tevékenykedő Morel olyan filmrendezőkkel dolgozott együtt, mint Louis Leterrier, Corey Yuen, Nancy Meyers, Alek Keshishian, Luc Besson és Phillip Atwell.
2004-ben rendezte meg első filmjét, a parkour sportágat a nézőközönség számára ismertebbé tévő B13 – A bűnös negyed című akciófilmet, David Belle főszereplésével, Luc Besson forgatókönyvírói és produceri segédletével. Az elkövetkező pár évben A nyakörv (2005), a Szerelem és egyéb katasztrófák (2006), a Taxi 4. (2007) és a War (2007) című filmekkel visszatért az operatőri munkához. 
2008-ban bemutatott, Besson és Robert Mark Kamen által írt Elrabolva című akcióthrillere nagy sikert aratott. A főszerepet Liam Neeson kapta meg, akit korábbi, főként drámai műfajú szereplései után ez a film tett akciófilmes sztárrá.
A 2010-es évek elején rendezőként Morel neve is felmerült Frank Herbert A Dűnéjének megfilmesítése kapcsán, de végül visszalépett, mielőtt a projektet még törölték volna.
2010-ben a Párizsból szeretettel című rendezése készült el, John Travoltával a főszerepben, majd ezt követte a 2015-ös Gunman című akcióthriller. Legújabb rendezése a Peppermint – A bosszú angyala (2018) című bosszúfilm, Jennifer Garner főszereplésével. 
Következő rendezői munkája egy sci-fi thriller, a The New Mrs. Keller lesz, Claes Bang dán színésszel a főszerepben. 2019-ben bejelentették a The Blacksmith című képregény megfilmesítését, szintén Morel rendezői közreműködésével.

## Filmográfia

### Film
| Év   | Magyar cím                              | Eredeti cím                         | Feladatkör | Feladatkör | Feladatkör | Megjegyzések                    |
| Év   | Magyar cím                              | Eredeti cím                         | Rendező    | Operatőr   | Egyéb      | Megjegyzések                    |
| ---- | --------------------------------------- | ----------------------------------- | ---------- | ---------- | ---------- | ------------------------------- |
| 1989 |                                         | Race for Glory                      | Nem        | Nem        | Igen       | asszisztens kameraman           |
| 1994 | D’Artagnan lánya                        | Revenge of the Musketeers           | Nem        | Nem        | Igen       | steadicam operátor              |
| 1994 | Egy indián Párizsban                    | Un indien dans la ville             | Nem        | Nem        | Igen       | steadicam operátor              |
| 2001 | A csábítás kifinomult művészete         | L'Art (délicat) de la séduction     | Nem        | Nem        | Igen       | kameraman                       |
| 2002 | Asterix és Obelix: A Kleopátra-küldetés | Asterix & Obelix: Mission Cleopatra | Nem        | Nem        | Igen       | steadicam operátor              |
| 2002 | A szállító                              | The Transporter                     | Nem        | Igen       | Igen       | kameraman és steadicam operátor |
| 2004 |                                         | L'Américain                         | Nem        | Igen       | Igen       | kameraman és steadicam operátor |
| 2004 | B13 – A bűnös negyed                    | District 13                         | Igen       | Nem        | Nem        |                                 |
| 2005 | A nyakörv                               | Unleashed                           | Nem        | Igen       | Nem        |                                 |
| 2006 | Szerelem és egyéb katasztrófák          | Love and Other Disasters            | Nem        | Igen       | Nem        |                                 |
| 2007 | Taxi 4.                                 | Taxi 4.                             | Nem        | Igen       | Nem        |                                 |
| 2007 | War                                     | War                                 | Nem        | Igen       | Nem        |                                 |
| 2008 | Elrabolva                               | Taken                               | Igen       | Nem        | Nem        |                                 |
| 2010 | Párizsból szeretettel                   | From Paris with Love                | Igen       | Nem        | Nem        |                                 |
| 2015 | Gunman                                  | The Gunman                          | Igen       | Nem        | Nem        |                                 |
| 2017 | Kipörgetve                              | Overdrive                           | Nem        | Nem        | Igen       | filmproducer                    |
| 2018 | Peppermint – A bosszú angyala           | Peppermint                          | Igen       | Nem        | Nem        |                                 |
| 2021 | Végső csapda                            | Al Kameen                           | Igen       | Nem        | Nem        |                                 |
| 2023 | Dzsungelhajsza                          | Freelance                           | Igen       | Nem        | Nem        |                                 |
| 2024 | Fekete kanári                           | Canary Black                        | Igen       | Nem        | Nem        |                                 |

### Televízió
- 2013 – A nulladik óra (Zero Hour) – rendező (két epizód), vezető producer (egy epizód)
- 2014 – Éjszakai műszak (The Night Shift) – rendező (egy epizód), vezető producer (egy epizód)

## Fordítás
- Ez a szócikk részben vagy egészben  a   Pierre Morel című angol Wikipédia-szócikk fordításán alapul.  Az eredeti cikk szerkesztőit annak laptörténete sorolja fel. Ez a jelzés csupán a megfogalmazás eredetét és a szerzői jogokat jelzi, nem szolgál a cikkben szereplő információk forrásmegjelöléseként.